# Pierre-Joseph van Beneden

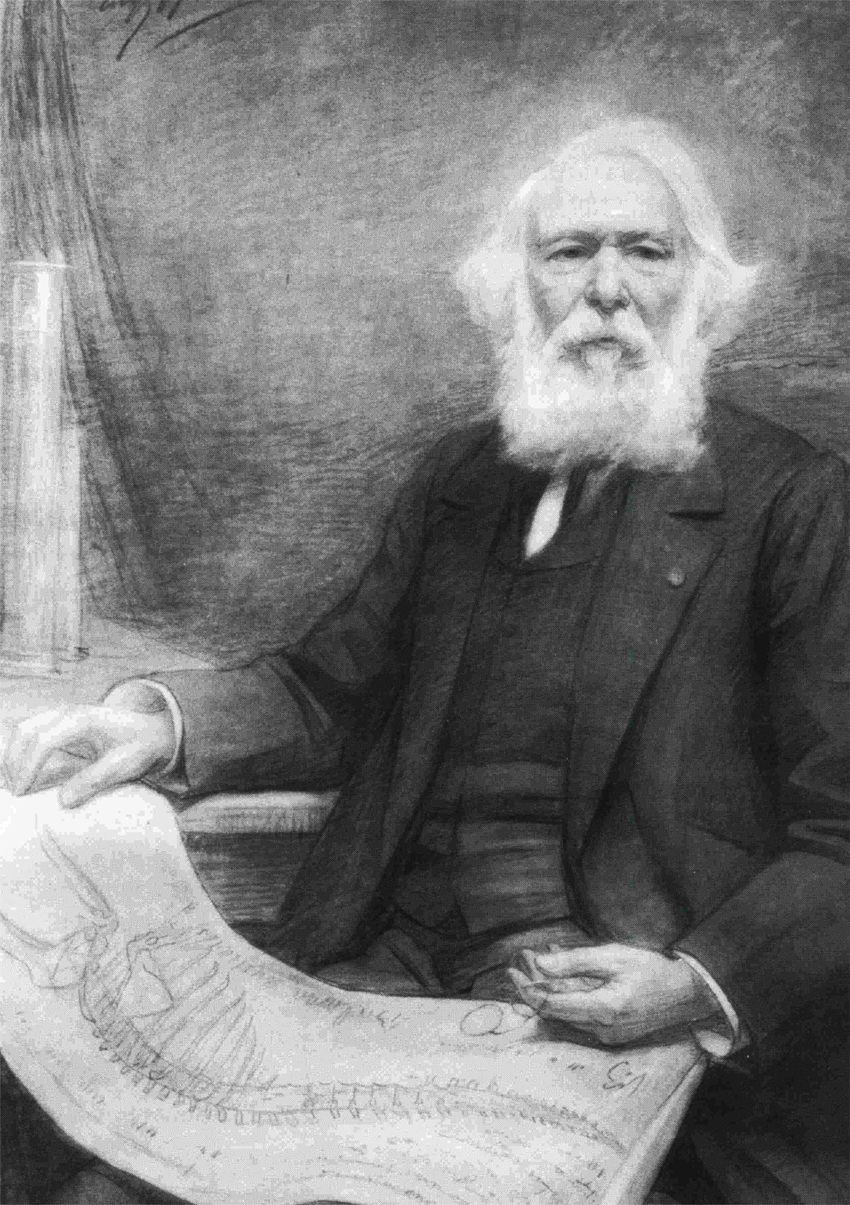
Pierre-Joseph van Beneden

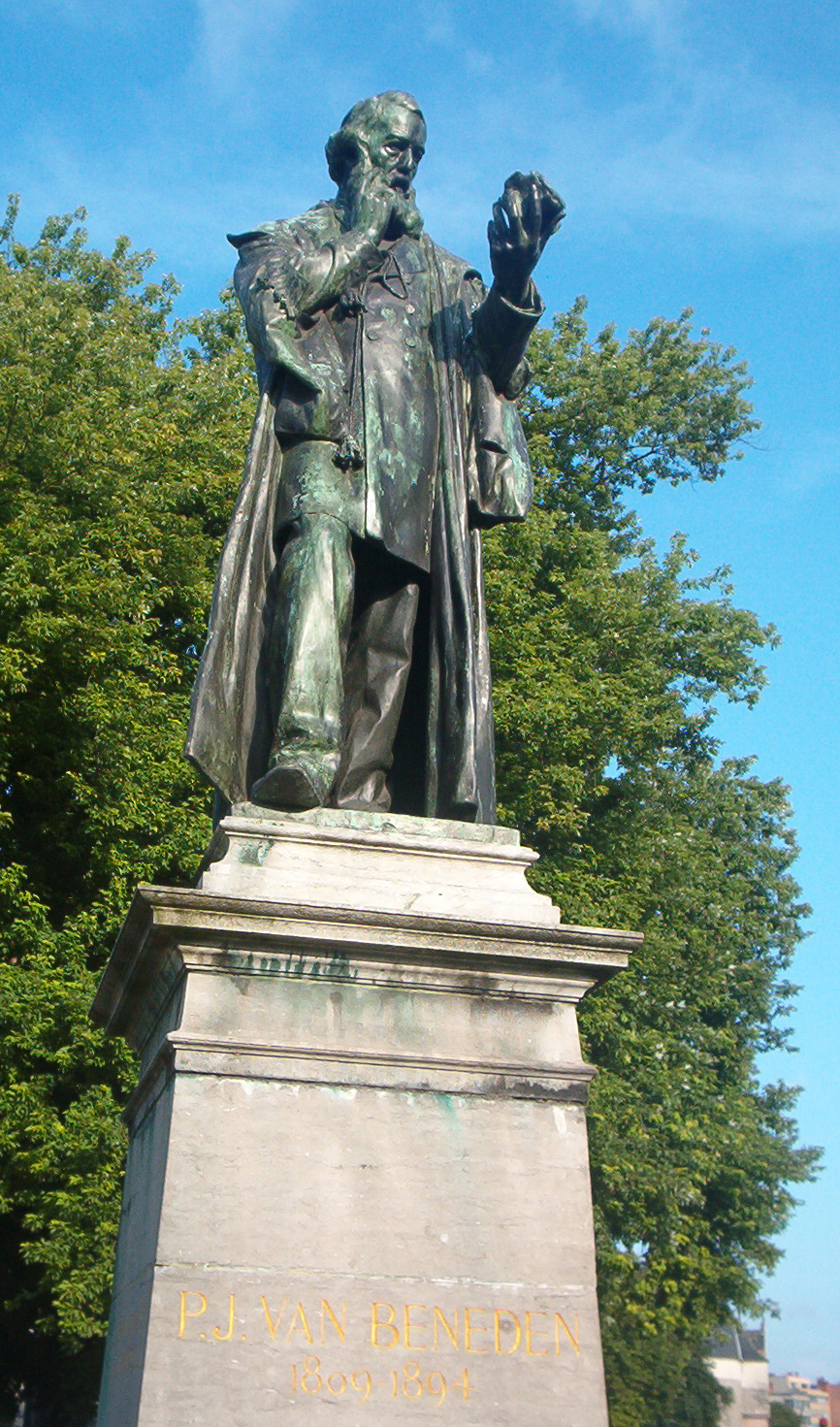
Statue von Pierre-Joseph van Beneden in Mechelen

Pierre-Joseph van Beneden (* 19. Dezember 1809 in Mechelen; † 8. Januar 1894 in Löwen/Belgien) war ein flämisch-belgischer Parasitologe und Paläontologe, der vor allem als Helminthologe für seine Forschungen über Bandwürmer (Cestoda) bekannt ist.

## Leben
Van Beneden ging zunächst beim Apotheker Louis Stoffels in Mechelen in die Lehre, wo er dessen Sammlung von Fossilien, Mineralien und Tierpräparaten kennenlernte. Er studierte bis 1831 Medizin in Löwen sowie vergleichende Anatomie in Gent und spezialisierte sich weiter in Zoologie am Naturkundemuseum in Paris. Ab 1835 war er Kurator des Naturhistorischen Museums in Löwen und 1836 wurde er zum Professor der Zoologie und vergleichenden Anatomie an die Katholische Universität Löwen berufen. Er beschäftigte sich intensiv mit Fragen der Parasitologie und prägte den Begriff des Kommensalismus. 1843 richtete van Beneden in Ostende auf eigene Kosten die erste Meeresforschungsstation der Welt ein, das „laboratoire des Dunes“, das zum Anziehungspunkt für belgische, deutsche und französische Meeresbiologen und zum Prototyp ähnlicher Forschungseinrichtungen in den europäischen Küstenstaaten und den USA wurde. Ab 1859 wandte er sich der Erforschung der Wale zu und verfasste mit Paul Gervais das Standardwerk Ostéographie des cétacés vivants et fossiles (1869).
Die Königliche Akademie von Belgien nahm ihn im Dezember 1836 als korrespondierendes und im Dezember 1842 als volles Mitglied auf. 1881 war er Präsident der Akademie. 1859 wurde er auswärtiges Mitglied der Königlich Niederländischen Akademie der Wissenschaften (KNAW) und 1869 korrespondierendes Mitglied der Russischen Akademie der Wissenschaften in St. Petersburg. Seit 1866 war er korrespondierendes und seit 1894 auswärtiges Mitglied der Académie des sciences. 1875 wurde er zum auswärtigen Mitglied der Royal Society  und 1884 zum Ehrenmitglied (Honorary Fellow) der Royal Society of Edinburgh gewählt. 1886 wurde van Beneden in die American Academy of Arts and Sciences aufgenommen.
Van Beneden war Mitglied der Linné-Gesellschaft. Als 1838 La Société Cuvierienne gegründet wird, war er eines der 140 Gründungsmitglieder der Gesellschaft. Sein Sohn war der Biologe Édouard van Beneden.

## Werke (Auswahl)
- Anatomie comparée, Band 48 von Encyclopédie populaire, Verlag Jamar, 1852
- Memoire Sur Les Vers Intestinaux (1858), Neuauflage, Kessinger Publishing, LLC, 2010, ISBN 1160184240
- mit Paul Gervais: Ostéographie des cétacés vivants et fossiles, 1869
- Les Commensaux Et Les Parasites Dans Le Regne Animal (1875), Kessinger Publishing, LLC, 2010, ISBN 1160558639
- Die Schmarotzer des Thierreichs. Leipzig: Brockhaus, 1876
- Description des ossements fossiles des environs d’Anvers: (Planches) Genres: Amphicetus, Heterocetus, Mesocetus, Idiocetus & Isocetus, Band 5, Verlag Hayez, 1886